# طريقة التجويف

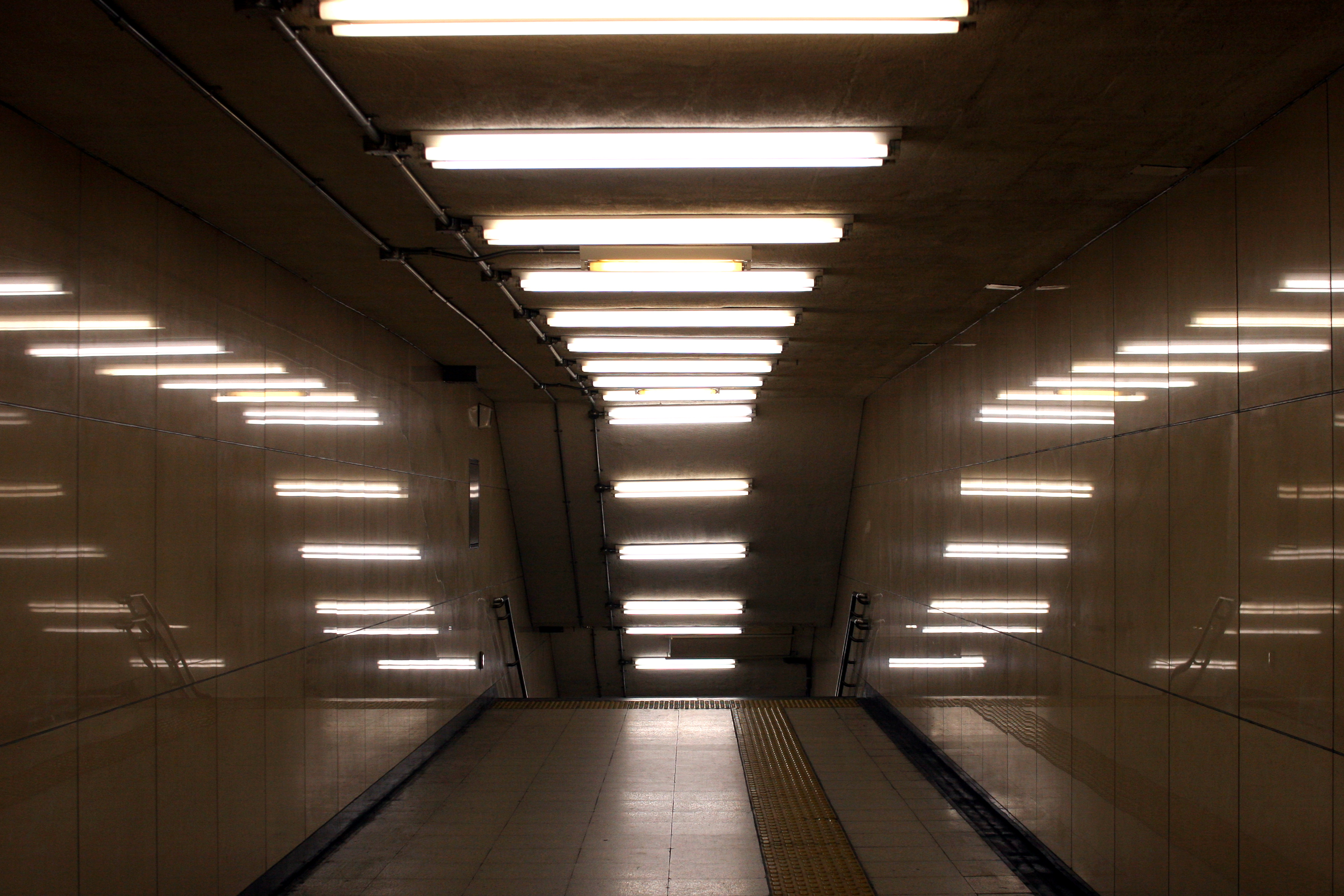
تستخدم طريقة التجويف في إيجاد التوزيع الأمثل والعدد المناسب من المصابيح في كل غرفة.

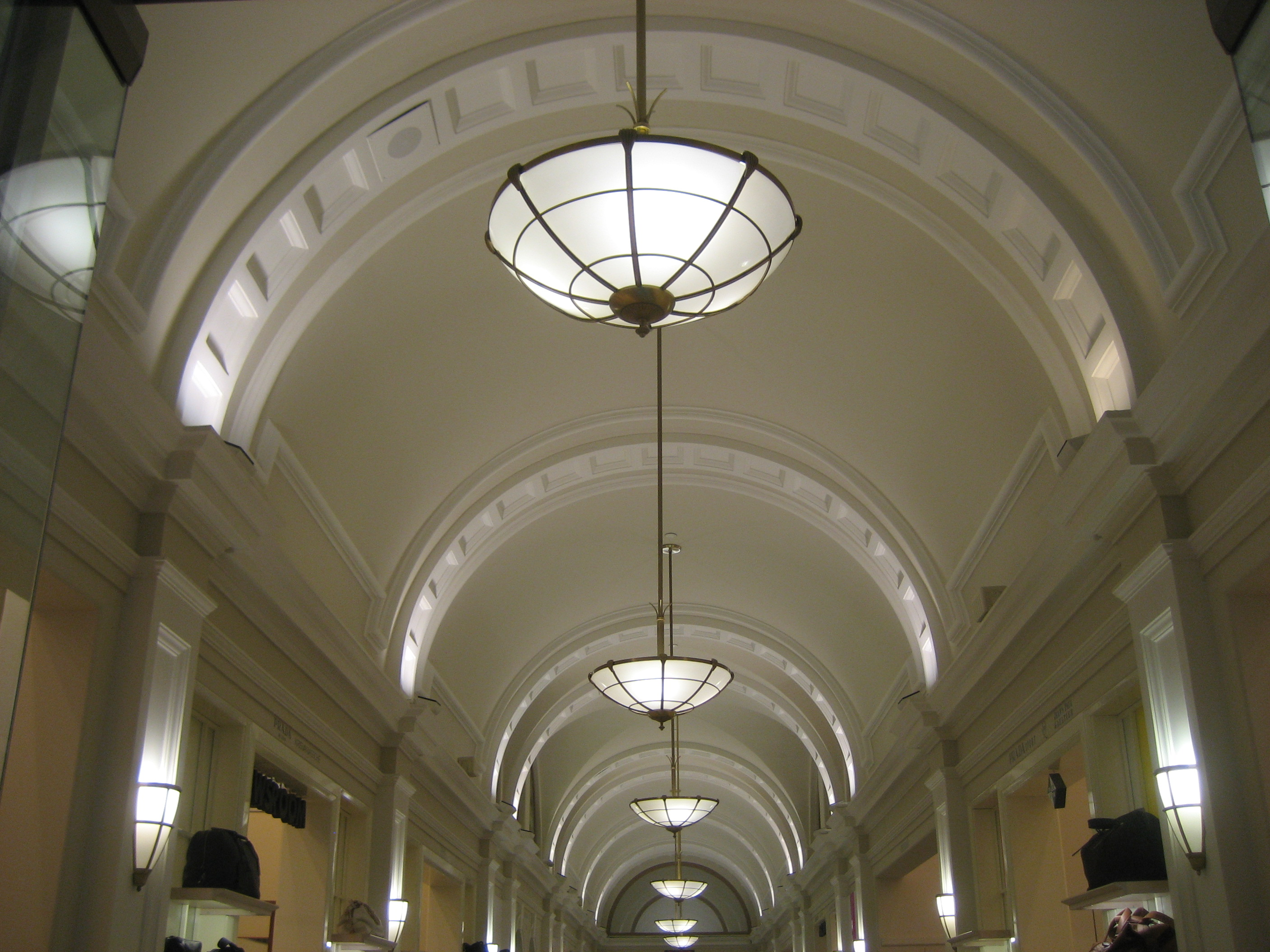
توزيع الإضاءة على احدى الأسقف

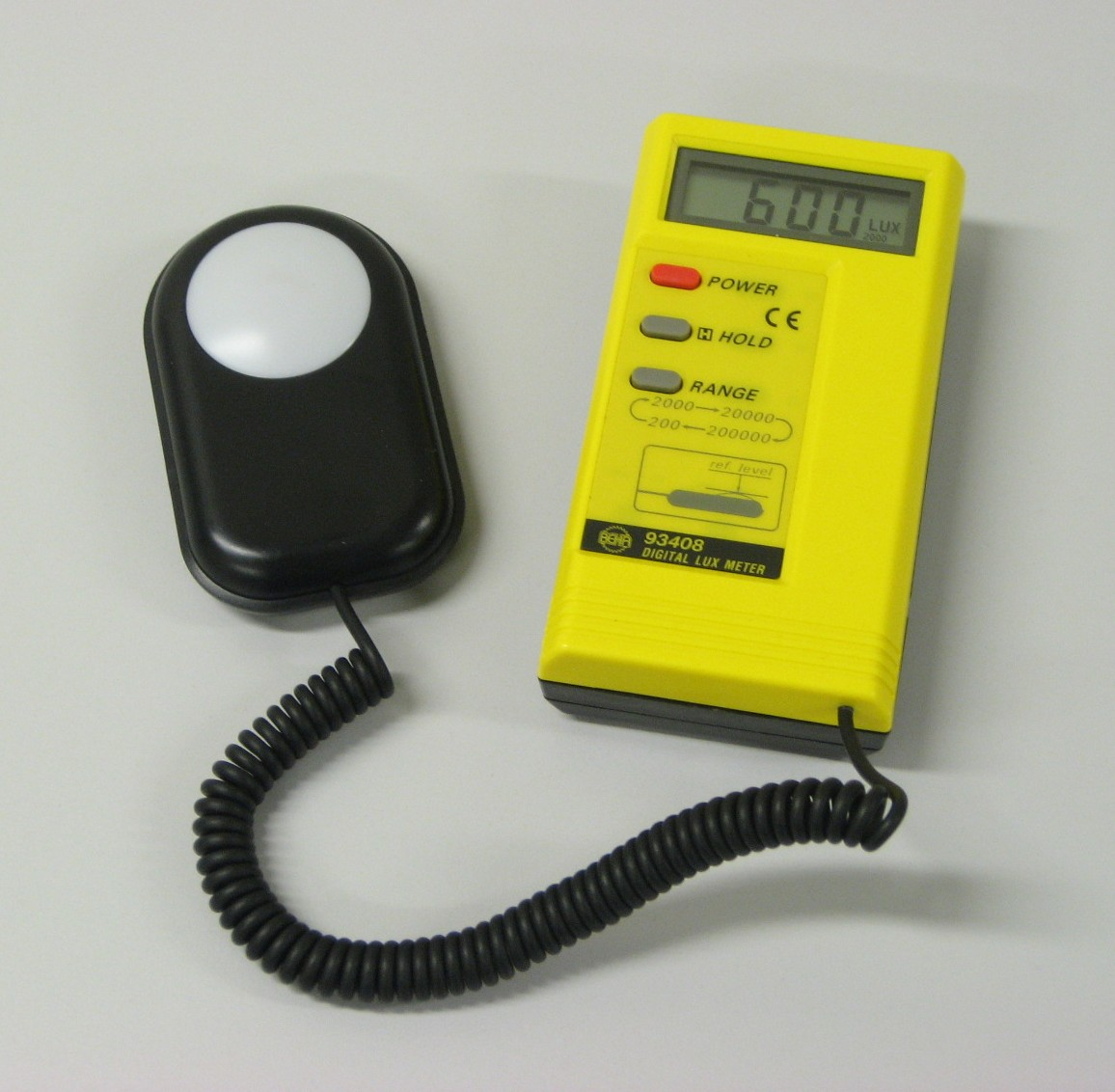
مقياس شدة الإضاءة (لَكسمتر) من أجل قياس الاستضاءة في بيئة العمل

في تصميم الإضاءة، طريقة التجويف، (تسمى أيضا بطريقة التجويف المنطقي)، هي طريقة مبسطة لحساب مستوى الضوء في الغرفة (أو ما يقال عليه في علم القياس الضوئي مقدار الاستضاءة). الطريقة ما هي إلا سلسلة من العمليات الحسابية التي تستخدم معايير الإضاءة الأفقية لخلق تخطيط إضاءة موحد في مساحة الغرفة. الطريقة في أبسط أشكالها، هي العدد الكلي من اللومن المطلوب في الغرفة مقسوم على المساحة. من أجل إجراء هذا الحساب بدقة يجب جمع العديد من العوامل، المعاملات، بيانات المصابيح المستخدمة. في النهاية يكون لدينا التوزيع الأمثل والعدد المناسب من المصابيح في كل غرفة.
على الرغم من الطريقة العلمية التي تعتمد عليها هذه الطريقة إلا أن البعض لا يفضل إستخدامها حتى مع كل التعديلات التي دخلت على الطريقة معللين ذلك بكثرة الافتراضات فيها، مفضلين استخدام الطرق البسيطة في تحديد عدد المصابيح وكيفية توزيعهم.

## عوامل فقدان الضوء
يجب أخذ عوامل فقدان الضوء (LLF) في الاعتبار قبل البدء في الحساب باستخدام طريقة التجويف. أهم هذه العوامل هي:
1. معامل انخفاض اللومن للمصباح(LLD): يعكس هذا المعامل انخفاض أداء المصباح مع مرور الزمن. فهو ناتج قسمة متوسط اللومن/ اللومن المقنن). يوجد هذا المعامل في البيانات التي تنشرها الشركة مع المنتج.
2. معامل الثقل (BF): هو مقارنة نسبة خروج الضوء من المصباح العامل تحت ثقل إلى نسبة خروج الضوء من نفس المصباح وهو يعمل تحت ظروف قياسية. يوجد هذا المعامل أيضا في البيانات التي تنشرها الشركة مع المنتج.
3. معامل الإتساخ (LDD): هو نسبة فقدان الضوء نتيجة للغبار أو الأتربة الموجودة على المصباح. يتم تقدير هذا المعامل من خلال الجداول الموجودة في دليل الإضاءة IESNA.
4. معامل إتساخ أسطح الغرفة (RSDD): هي نسبة تقديرية لقيمة الأوساخ أو الأتربة المتراكمة على جميع أسطح الغرفة وخاصة الجدران والأسقف. يتم تحديد هذا المعامل من جداول الموجودة في دليل الإضاءة IESNA.

ناتج ضرب كل هذه العوامل هو عامل فقدان الضوء (LLF) الذي يستخدم بعد ذلك في معادلة التجويف.

## الطريقة
ذكرت طريقة التجويف في العديد من الكتب المختصة بالإضاءة ودليل IESNA.
تتلخص طريقة التجويف في كونها حساب «نسب التجاويف» في ثلاث مناطق العلوية، المتوسطة والسفلية للغرفة.
- العلوية: هو التجويف من الحافة السفلية للمصباح إلى السقف.
- المتوسطة: هو التجويف المنحصر بين التجويف العلوي والسفلي.
- السفلى: هو التجويف من الأرض إلى ارتفاع العمل.

يتم تقدير معامل إنعكاس الضوء للأسقف، الأرضية والجدران من الجداول التابعة للكود المستخدم. ثم يتم توفير معامل الاستخدام الذي يمثل كمية الضوء الموجهة إلى مساحة العمل على حسب بيانات كل مصباح مستخدم.
يتم مراعاة فقدان جزء من الضوء الناتج من المصابيح بسبب ظروف التشغيل غير المثالية، الأتربة على المصابيح والأسطح. يتم تقدير هذا العامل باستخدام الجداول التابعة للكود المستخدم.
يتم تحديد التوزيع الأمثل للمصابيح على حسب عدد وحدات الإنارة المستخدمة للوصول إلى اللومن المطلوب.

## الاستخدام
يتم استخدام هذه الطريقة أيضا لحل إحدى المتغيرات، كعدد وحدات الإنارة المستخدمة لتقدير تكاليف الإضاءة. كما يتم استخدام الطريقة لحساب المسافة بين المصابيح في العديد من برامج الحاسب الألي كبرنامج Steffy 2002، والدايلكس.

## المتغيرات
يتم حساب عدد اللومن المطلوب للغرفة من الجداول التابعة للكود، لكن قبل ذلك يتم تحديد نسبة تجويف الغرفة (RCR). من المعادلة التالية:
نسبة تجويف الغرفة= 5 x ارتفاع الغرفة x (عرض الغرفة+ طول الغرفة)/ عرض الغرفة x طول الغرفة.
يتم الحصول على لومن كل مصباح من بيانات الشركة المصنعة.
يمكن حساب عوامل فقدان الضوء باستخدام الطريقة السابقة، لكن يكون لدى بعض الشركات قيمها الخاصة.

## وصلات خارجية
مقالات
- الإضاءة باستخدام طريقة التجويف
- نبذة عن طريقة التجويف
- حسابات طريقة التجويف

فيديوهات
- نبذة عن طريقة التجويف- على اليوتيوب
- حساب عدد المصابيح وتوزيعهم الأمثل باستخدام طريقة التجويف- على اليوتيوب
- محاضرة عن التصميم الكهربائي- على اليوتيوب
- ما هو اللومن- على اليوتيوب